# Pycnopygius ixoides
El mielero bulbul (Pycnopygius ixoides) es una especie de ave paseriforme de la familia Meliphagidae endémica de Nueva Guinea.

## Distribución y hábitat
Se encuentra en el norte y el interior de la isla de Nueva Guinea. Su hábitat natural son los bosques húmedos tropicales de tierras bajas.